# Piero Dusio
Piero Dusio va ser un jugador de futbol i pilot de curses automobilístiques italià que va arribar a disputar curses de Fórmula 1.
Piero Dusio va néixer el 13 d'octubre del 1899 a Scurzolengo, Asti, Itàlia i va morir el 7 de novembre del 1975. a Buenos Aires, Argentina.
Dusio va jugar a la Juventus de Torí fins que va patir una greu lesió de genoll, passant llavors a disputar curses automobilístiques.

## A la F1
Va debutar a l'última cursa de la tercera temporada de la història del campionat del món de la Fórmula 1, la corresponent a l'any 1952, disputant el 7 de setembre el GP d'Itàlia al circuit de Monza.
Piero Dusio va participar en aquesta única cursa puntuable pel campionat de la F1, però no aconseguir classificar-se i no va poder disputar la cursa.
Va finançar la marca Cisitalia fins que va marxar a viure a l'Argentina.

## Resultats a la Fórmula 1
| Any  | Equip       | Xassís    | Motor     | 1   | 2   | 3   | 4   | 5   | 6   | 7   | 8       | Posició | Punts |
| ---- | ----------- | --------- | --------- | --- | --- | --- | --- | --- | --- | --- | ------- | ------- | ----- |
| 1952 | Piero Dusio | Cisitalia | Cisitalia | SUI | 500 | BEL | FRA | GBR | ALE | HOL | ITA NVQ | -       | 0     |

### Resum
| Curses: | Victòries: | Pòdiums: | Poles: | Voltes ràpides: | Punts: |
| ------- | ---------- | -------- | ------ | --------------- | ------ |
| 1       | 0          | 0        | 0      | 0               | 0      |